# The Hunchback (film 1997)
The Hunchback è un film per la televisione del 1997 diretto da Peter Medak, tratto dal romanzo di Victor Hugo
Notre-Dame de Paris.

## Trama
Parigi fine Quattrocento. Quasimodo, il campanaro gobbo e sordo della cattedrale Notre Dame, a causa della sua bruttezza è segregato nel campanile dal subdolo arcidiacono Claude Frollo, suo padre adottivo; entrambi però sono innamorati di Esmeralda, una bellissima donna della tribù degli zingari capitanata da Clopin Trouillefou. Ella ha sposato il poeta Gringoire per salvarlo dalla morte per essere entrato nella Corte dei Miracoli, il rifugio degli zingari, e il giorno dopo i due si sono innamorati. La donna viene accusata di omicidio e condannata all'impiccagione. Quasimodo però la salva e la nasconde nella cattedrale dove ha diritto di asilo. Pur convinta inizialmente che il suo salvatore sia un orribile mostro malvagio, Esmeralda pian piano si affeziona. Nonostante il suo amore per la giovane, Frollo odia gli zingari ed infatti, nonostante gli sforzi di Quasimodo per difendere Esmeralda, l'arcidiacono la fa arrestare. Quasimodo scoppia a piangere e là Frollo gli rivela di essere corrotto, poiché sposato e vedovo, e di essere suo padre, portato ad odiare gli zingari per come gli hanno ridotto il figlio, ovvero Quasimodo, prima che venisse ritrovato da neonato. Dette queste parole Frollo, usando il gatto a nove code, picchia il figlio senza pietà. L'impiccagione di Esmeralda al cospetto di Re Luigi XI è interrotta dagli zingari i quali ingaggiano una lotta contro le guardie dell'infido re, che muore durante la lotta, conclusasi con la vittoria degli zingari. Esmeralda, correndo sulla torre della cattedrale dove Quasimodo e Frollo stanno lottando, rischia di essere uccisa dalla spada di quest'ultimo, che trafigge Quasimodo, il quale aveva usato il suo corpo come scudo per salvarla. Ma nei suoi ultimi sforzi il campanaro riesce ad uccidere Frollo facendolo cadere dalla cattedrale, per poi morire lui stesso subito dopo per le ferite riportate, sotto gli occhi di Esmeralda e Gringoire, i quali, addolorati, suonano le campane in memoria di Quasimodo.